# Rañestres
Rañestres (llamada oficialmente San Mamede de Rañestres) es una parroquia del municipio español de Maside, en la provincia de Orense, Galicia.

## Toponimia
La parroquia también es conocida por el nombre de San Mamés de Rañestres.

## Organización territorial
La parroquia está formada por tres entidades de población:
- Cima de Vila
- O Mato
- Quintás (As Quintás)

## Demografía
| Gráfica de evolución demográfica de Rañestres entre 2000 y 2023 |
|                                                                 |
| Datos según el nomenclátor publicado por el INE.                |